# Marina Calderone
Marina Elvira Calderone (n. 30 iulie 1965, Bonorva, Sardinia, Italia) este o politiciană italiană.